# MasterChef Italia (decima edizione)
La decima edizione del talent show culinario MasterChef Italia, composta da 12 puntate e 24 episodi, è andata in onda in prima serata su Sky Uno dal 17 dicembre 2020 al 4 marzo 2021. Confermata la giuria composta da Bruno Barbieri, Antonino Cannavacciuolo e Giorgio Locatelli. La produzione del programma è affidata ad Endemol Shine.
Per il quinto anno consecutivo, la radio partner del programma è RTL 102.5.
A risultare vincitore è il maitre Francesco Aquila, di Bellaria-Igea Marina (RN), che si è aggiudicato un assegno di 100.000 € e la possibilità di pubblicare un libro di ricette, pubblicato nel marzo 2021.
Come tutte le produzioni pay di Sky, è stato replicato su TV8 dal 29 agosto al 5 dicembre 2021 (di domenica sera) e dal 10 gennaio 2022 su Cielo.
L'intera edizione è stata resa disponibile sul canale YouTube ufficiale di MasterChef Italia.

## Concorrenti
| Nome                     | Età | Occupazione                              | Città                      | Posizione | Prove vinte | Individuali | In Brigata |
| ------------------------ | --- | ---------------------------------------- | -------------------------- | --------- | ----------- | ----------- | ---------- |
| Francesco Aquila         | 34  | Insegnante di sala                       | Bellaria-Igea Marina (RN)  | 1º        | 3           | 2           | 1          |
| Antonio Colasanto        | 26  | Dottorando in chimica                    | Novara                     | 2º        | 7           | 3           | 4          |
| Irene Volpe              | 21  | Studentessa di lingue                    | Roma                       | 2º        | 6           | 4           | 2          |
| Monir Eddardary          | 29  | Steward                                  | Bevagna (PG)               | 4º        | 3           | 1           | 2          |
| Azzurra D'Arpa           | 37  | Ispettore di casinò                      | Palermo                    | 5º        | 4           | 1           | 3          |
| Federica Di Lieto        | 30  | Studentessa di ingegneria e pallavolista | Montalto Uffugo (CS)       | 6º        | 7           | 3           | 4          |
| Eduard Lora Alcantara    | 29  | Commesso                                 | Verona                     | 7º        | 5           | 2           | 3          |
| Jia Bi Ge                | 53  | Traduttrice                              | Bari                       | 8º        | 5           | 2           | 3          |
| Maxwell Alexander        | 63  | Scrittore                                | Roma                       | 9º        | 2           | 0           | 2          |
| Cristiano Cavolini       | 46  | Saldatore                                | San Lazzaro di Savena (BO) | 10º       | 3           | 1           | 2          |
| Valeria Caserta          | 24  | Responsabile di Sala                     | Vasto (CH)                 | 11º       | 0           | 0           | 0          |
| Igor Nori                | 42  | Direttore di coro                        | Montecchio Maggiore (VI)   | 12º       | 2           | 0           | 2          |
| Ilda Muja                | 43  | Libera professionista                    | Novara                     | 13º       | 0           | 0           | 0          |
| Daiana Meli              | 32  | Avvocato                                 | Caltanissetta              | 14º       | 3           | 1           | 2          |
| Marco Piccolo            | 31  | Disoccupato                              | Roma                       | 15º       | 1           | 0           | 1          |
| Alessandra Nioi          | 29  | Studentessa di ingegneria                | Elmas (CA)                 | 16º       | 0           | 0           | 0          |
| Sedighe Sharifi Dahaji   | 32  | Regista                                  | Venezia                    | 17º       | 1           | 0           | 1          |
| Irish Soldani            | 25  | Organizzatore di eventi                  | Bassano del Grappa (VI)    | 18º       | 2           | 1           | 1          |
| Giuseppe Ricchiuti       | 36  | Idraulico                                | Firenze                    | 19º       | 0           | 0           | 0          |
| Francesco Genovese       | 59  | Bancario                                 | Palermo                    | 20º       | 0           | 0           | 0          |
| Camilla Lucrezia Lampani | 35  | Disoccupata                              | Albisola Superiore (SV)    | 21º       | 0           | 0           | 0          |

### Tabella delle eliminazioni
| ....................... | 2         | 3                             | 3                             | 4                           | 4                           | 5                       | 5                       | 6                     | 6                     | 7                         | 7                         | 8                           | 8                           | 9                        | 9                        | 10                     | 10                     | 11                  | 11                  | 12        | 12        |
| Mystery Box             | N.D.      | Federica Antonio Francesco A. | Federica Antonio Francesco A. | Daiana Maxwell Francesco A. | Daiana Maxwell Francesco A. | Cristiano Monir Azzurra | Cristiano Monir Azzurra | Federica Irene Jia Bi | Federica Irene Jia Bi | Antonio Maxwell Cristiano | Antonio Maxwell Cristiano | Francesco A. Eduard Maxwell | Francesco A. Eduard Maxwell | Azzurra Antonio Federica | Azzurra Antonio Federica | Eduard Antonio Azzurra | Eduard Antonio Azzurra | Irene Azzurra Monir | Irene Azzurra Monir | N.D.      | N.D.      |
| Francesco A.            | PRIMI 14  | SALVO                         | ULTIMI 9                      | SALVO                       | SECONDO                     | SALVO                   | PRIMI 7                 | SALVO                 | ULTIMI 7              | SALVO                     | TERZO                     | SALVO                       | ULTIMI 5                    | SALVO                    | ULTIMI 5                 | SALVO                  | PRIMO                  | SALVO               | ULTIMI 4            | SECONDO   | VINCITORE |
| Antonio                 | PRIMI 14  | SALVO                         | PRIMI 10                      | PRIMO                       | TERZO                       | SALVO                   | ULTIMI 9                | SALVO                 | PRIMI 7               | PRIMO                     | IMMUNE                    | SALVO                       | PRIMI 5                     | SALVO                    | PRIMI 4                  | SALVO                  | SECONDO                | ULTIMI 2            | ULTIMI 4            | TERZO     | SECONDO   |
| Irene                   | PRIMI 14  | SALVA                         | ULTIMI 9                      | SALVA                       | TERZA                       | SALVA                   | ULTIMI 9                | PRIMA                 | PRIMI 7               | SALVA                     | SECONDA                   | SALVA                       | ULTIMI 5                    | SALVA                    | PRIMI 4                  | SALVA                  | PRIMA                  | PRIMA               | PRIMA               | PRIMA     | SECONDA   |
| Monir                   | ULTIMI 7  | ULTIMI 3                      | ULTIMI 9                      | SALVO                       | PRIMO                       | SALVO                   | PRIMI 7                 | SALVO                 | PRIMI 7               | SALVO                     | SECONDO                   | SALVO                       | ULTIMI 5                    | SALVO                    | ULTIMI 5                 | PRIMO                  | SECONDO                | ..SALVO..           | ULTIMI 4            | ELIMINATO |           |
| Azzurra                 | ULTIMI 7  | SALVA                         | ULTIMI 9                      | SALVA                       | PRIMA                       | SALVA                   | ULTIMI 9                | SALVA                 | PRIMI 7               | SALVA                     | SECONDA                   | ULTIMI 3                    | PRIMI 5                     | IMMUNE                   | PRIMI 4                  | SALVA                  | PRIMA                  | SALVA               | ELIMINATA           |           |           |
| Federica                | ULTIMI 7  | SALVA                         | PRIMI 10                      | SALVA                       | TERZA                       | SALVA                   | PRIMI 7                 | ULTIMI 3              | PRIMI 7               | SALVA                     | SECONDA                   | SALVA                       | ULTIMI 5                    | PRIMA                    | PRIMI 4                  | SALVA                  | TERZA                  | ELIMINATA           |                     |           |           |
| Eduard                  | PRIMI 14  | SALVO                         | PRIMI 10                      | SALVO                       | TERZO                       | ...PRIMO...             | PRIMI 7                 | SALVO                 | ULTIMI 7              | SALVO                     | SECONDO                   | SALVO                       | PRIMI 5                     | ULTIMI 2                 | ULTIMI 5                 | ULTIMI 2               | ELIMINATO              |                     |                     |           |           |
| Jia Bi                  | PRIMI 14  | ULTIMI 3                      | PRIMI 10                      | SALVA                       | PRIMA                       | SALVA                   | PRIMI 7                 | SALVA                 | ULTIMI 7              | SALVA                     | TERZA                     | PRIMA                       | PRIMI 5                     | PRIMA                    | ULTIMI 5                 | ELIMINATA              |                        |                     |                     |           |           |
| Maxwell                 | PRIMI 14  | SALVO                         | PRIMI 10                      | SALVO                       | PRIMO                       | SALVO                   | ULTIMI 9                | SALVO                 | ULTIMI 7              | SALVO                     | PRIMO                     | SALVO                       | PRIMI 5                     | ..ULTIMI.2..             | ELIMINATO                |                        |                        |                     |                     |           |           |
| Cristiano               | ULTIMI 7  | SALVO                         | ULTIMI 9                      | SALVO                       | TERZO                       | SALVO                   | PRIMI 7                 | SALVO                 | PRIMI 7               | SALVO                     | TERZO                     | ULTIMI 3                    | ELIMINATO                   |                          |                          |                        |                        |                     |                     |           |           |
| Valeria                 | ULTIMI 7  | SALVA                         | ULTIMI 9                      | SALVA                       | TERZA                       | SALVA                   | ULTIMI 9                | SALVA                 | ULTIMI 7              | SALVA                     | TERZA                     | ELIMINATA                   |                             |                          |                          |                        |                        |                     |                     |           |           |
| Igor                    | PRIMI 14  | SALVO                         | PRIMI 10                      | SALVO                       | PRIMO                       | SALVA                   | ULTIMI 9                | SALVO                 | PRIMI 7               | ULTIMI 2                  | ELIMINATO                 |                             |                             |                          |                          |                        |                        |                     |                     |           |           |
| Ilda                    | PRIMI 14  | SALVA                         | ULTIMI 9                      | ULTIMI 3                    | PRIMA                       | SALVA                   | ULTIMI 9                | ULTIMI 3              | ULTIMI 7              | ELIMINATA                 |                           |                             |                             |                          |                          |                        |                        |                     |                     |           |           |
| Daiana                  | PRIMI 14  | SALVA                         | PRIMI 10                      | SALVA                       | SECONDA                     | ULTIMI 2                | PRIMI 7                 | SALVA                 | ELIMINATA             |                           |                           |                             |                             |                          |                          |                        |                        |                     |                     |           |           |
| Marco                   | ULTIMI 7  | SALVO                         | PRIMI 10                      | SALVO                       | TERZO                       | SALVO                   | ULTIMI 9                | ELIMINATO             |                       |                           |                           |                             |                             |                          |                          |                        |                        |                     |                     |           |           |
| Alessandra              | PRIMI 14  | SALVA                         | ULTIMI 9                      | SALVA                       | PRIMA                       | ULTIMA                  | ELIMINATA               |                       |                       |                           |                           |                             |                             |                          |                          |                        |                        |                     |                     |           |           |
| Sedighe                 | PRIMI 14  | SALVA                         | PRIMI 10                      | ULTIMI 3                    | ELIMINATA                   |                         |                         |                       |                       |                           |                           |                             |                             |                          |                          |                        |                        |                     |                     |           |           |
| Irish                   | PRIMI 14  | PRIMO                         | PRIMI 10                      | ELIMINATO                   |                             |                         |                         |                       |                       |                           |                           |                             |                             |                          |                          |                        |                        |                     |                     |           |           |
| Giuseppe                | PRIMI 14  | SALVO                         | ELIMINATO                     |                             |                             |                         |                         |                       |                       |                           |                           |                             |                             |                          |                          |                        |                        |                     |                     |           |           |
| Francesco G.            | PRIMI 14  | ELIMINATO                     |                               |                             |                             |                         |                         |                       |                       |                           |                           |                             |                             |                          |                          |                        |                        |                     |                     |           |           |
| Camilla                 | ELIMINATA |                               |                               |                             |                             |                         |                         |                       |                       |                           |                           |                             |                             |                          |                          |                        |                        |                     |                     |           |           |

     Il concorrente è il vincitore dell'intera edizione

     Il concorrente è il vincitore dell’invention test 

     Il concorrente è immune da eliminazione e non partecipa alla prova

     Il concorrente passa dopo la prima fase dello Skill Test

     Il concorrente passa dopo la seconda fase dello Skill Test

     Il concorrente passa dopo la terza fase dello Skill test

     Il concorrente va direttamente al terzo livello dello Skill Test

     Il concorrente vince la prima prova e non deve affrontare il Pressure Test

     Il concorrente fa parte della squadra vincente ed è salvo

     Il concorrente è il vincitore della sfida esterna ed è salvo

     Il concorrente fa parte della squadra perdente ma non deve affrontare il Pressure Test

     Il concorrente fa parte della squadra perdente, deve affrontare il Pressure Test e si salva

     Il concorrente non partecipa alla sfida esterna e affronta direttamente il Pressure test

     Il concorrente perde la prima prova e deve affrontare il Pressure Test

     Il concorrente è tra i peggiori ma non è eliminato

     Il concorrente è eliminato

     Il concorrente perde la sfida finale

## Dettaglio delle puntate

### Prima puntata
Data: giovedì 17 dicembre 2020

#### Episodi 1 e 2 (selezioni)
I due episodi sono concentrati sul "live cooking" dei concorrenti. Come nella precedente edizione il concorrente che riceve due sì e un no riceve il grembiule grigio mentre talvolta il concorrente che ottiene un sì e due no ha lo stesso grembiule ma firmato da uno dei giudici (i giudici possono usare questa possibilità solo una volta). I concorrenti col grembiule grigio affronteranno una prova successiva mentre la novità è che chi riceve tre sì dai giudici ottiene il grembiule bianco e l'accesso diretto alla Masterclass. Accedono alla cucina di Masterchef Alessandra, Antonio, Azzurra, Ilda e Irish. Con le firme, chef Locatelli ha dato una chance a Monir, chef Cannavacciuolo ha salvato Daiana e chef Barbieri ha fatto passare allo step successivo Eduard. 
Come nelle passate edizioni, amici e parenti dei concorrenti possono assistere all'esibizione attraverso un box trasparente. Da questa edizione, per rispetto delle norme anti COVID-19, i giudici non assaggiano dallo stesso piatto ma ognuno assaggia in un piattino diverso.

### Seconda puntata
Data: giovedì 24 dicembre 2020

#### Episodio 3 (prove di abilità)
Dopo aver ultimato i provini, i 28 concorrenti che hanno ricevuto il grembiule grigio devono scontrarsi nelle prove di abilità per aggiudicarsi il grembiule bianco. Eduard, Daiana e Monir, che hanno ricevuto la firma dai giudici, devono preparare un poke (vincono tutti e tre), Valeria, Filippo, Marco e Francesco G. devono preparare un piatto senza usare il sale (vincono Valeria, Marco e Francesco G.), Corinna, Federica e Maxwell si sfidano sulle 4 cotture del filetto di manzo (vincono Federica e Maxwell), Sedighe, Barbara e Ottavia devono comporre una parmigiana di melanzane bella da vedere (vince Sedighe), Matteo, Andrea, Irene e Giovanni devono preparare tre panini gourmet (vince Irene), Giuseppe, Jia Bi, Erika e Cristiano si sfidano sul fish & chips (vincono Giuseppe, Jia Bi e Cristiano), Roberto, Ludovica, Camilla e Fabrizio devono preparare la besciamella, la salsa aurora e la salsa Mornay (vince Camilla), Gennaro, Francesco A. e Igor devono ideare un piatto con la patata come ingrediente principale (vincono Francesco A. e Igor)

#### Episodio 4
Partecipanti: Alessandra, Antonio, Azzurra, Camilla, Cristiano, Daiana, Eduard, Federica, Francesco A., Francesco G., Giuseppe, Igor, Ilda, Irene, Irish, Jia Bi, Marco, Maxwell, Monir, Sedighe, Valeria.
- Mystery Box
  - Tema: il nero.
  - Ingredienti: ogni concorrente deve cucinare un piatto usando, come ingrediente principale, un ingrediente nero. Chi non realizza un piatto all'altezza deve indossare il grembiule nero (contenuto nella Mystery Box) e andare al pressure test.
  - Concorrenti salvi: Maxwell, Antonio, Eduard, Alessandra, Jia Bi, Ilda, Irish, Irene, Igor, Francesco G., Francesco A., Sedighe, Giuseppe, Daiana.

- Pressure Test
  - Sfidanti: Azzurra, Camilla, Cristiano, Federica, Marco, Monir, Valeria.
  - Prova: realizzare un piatto con gli ingredienti del live cooking, eliminando però quello principale. Azzurra viene salvata anzitempo dai giudici (si salvano Azzurra, Cristiano, Federica, Marco, Monir e Valeria).
  - Eliminata: Camilla.

### Terza puntata
Data: giovedì 31 dicembre 2020

#### Episodio 5
Partecipanti: Alessandra, Antonio, Azzurra, Cristiano, Daiana, Eduard, Federica, Francesco A., Francesco G., Giuseppe, Igor, Ilda, Irene, Irish, Jia Bi, Marco, Maxwell, Monir, Sedighe, Valeria.
- Mystery Box
  - Tema: ingredienti simbolo delle vecchie edizioni di Masterchef: Quaglia (MC1), Caffè (MC2), Uovo di Struzzo (MC3), Animelle di Vitello (MC5), Fico di Mostarda Cremonese (MC4), Plancton (MC6), Riso (MC7), Finocchio (MC8), Midollo di Tonno (MC9). I concorrenti dovranno realizzare un piatto utilizzando tutti e nove gli ingredienti più uno a loro scelta tra i seguenti Novel food: alga spirulina, caviale di lumaca, noci di macadamia, kefir, gallinaccio, ocra, tè matcha, medusa (rhizostoma pulmo).
  - Piatti migliori: Il Fantasista (Antonio), Fino Al Midollo (Francesco A.), Al Mare In Volo (Federica).
  - Vincitore: Federica
- Invention Test
  - Tema: prodotti unici in Italia.
  - Ospiti: Vittorio Beltrami, Martino Flori, Claudio Secchi.
  - Proposte: Figata di Ripalta (formaggio fresco caprino marchigiano in foglie di fico della frazione di Ripalta nel comune di Cartoceto), Ciuiga del Banale (insaccato suino trentino con rape cotte), Pompia (agrume molto aspro endemico della Sardegna). Federica ha il vantaggio di scegliere l'ingrediente con cui cucinare e di assegnare ad ogni avversario quello che preferisce. Assegna la Figata a se stessa, a Eduard, Sedighe, Marco, Jia Bi e Maxwell, la Pompia ad Irish, Azzurra, Antonio, Valeria, Monir, Giuseppe e Francesco A., e la Ciuiga a Igor, Cristiano, Irene, Francesco G., Ilda, Daiana e Alessandra.
  - Piatto migliore: Il cervello e la pompia (Irish)
  - Piatti peggiori: Un ingrediente in cerca d'autore (Francesco G.), Ciocopompia (Monir), Pseudo-seadas (Jia Bi)
  - Eliminato: Francesco G.

#### Episodio 6
Partecipanti: Alessandra, Antonio, Azzurra, Cristiano, Daiana, Eduard, Federica, Francesco A., Giuseppe, Igor, Ilda, Irene, Irish, Jia Bi, Marco, Maxwell, Monir, Sedighe, Valeria.
- Prova in Esterna
  - Sede: Crespi d'Adda.
  - Ospiti: abitanti del Villaggio Operaio.
  - Squadra blu: Irish (caposquadra), Antonio, Federica, Jia Bi, Igor, Daiana, Marco, Eduard, Sedighe, Maxwell. Irish ha avuto il vantaggio di scegliere il caposquadra avversario (sceglie Valeria) e la lista di ingredienti a disposizione (sceglie quelli della lista blu). Inoltre ha la facoltà di scegliere se tenere Maxwell (l'ultimo concorrente non selezionato) o mandarlo nella squadra avversaria. Irish sceglie la prima opzione.
  - Squadra rossa: Valeria (caposquadra nominata da Irish), Cristiano, Giuseppe, Francesco A., Alessandra, Azzurra, Monir, Irene, Ilda.
  - Piatti del menù: Casoncelli bergamaschi, Tortino di cavolfiore e pancetta, Purè di patate e stufato d'asino, Pera cotta (squadra blu), Casoncelli bergamaschi, Polenta con taleggio o verza, Torta ai frutti rossi, Dolce al mascarpone con cioccolato e frutta secca (squadra rossa).
  - Vincitori: squadra blu.
- Pressure Test
  - Sfidanti: Alessandra, Azzurra, Cristiano, Francesco A., Giuseppe, Ilda, Irene, Monir, Valeria.
  - Prova: realizzare un piatto con protagonista la banana (si salvano Alessandra, Azzurra, Cristiano, Francesco A., Ilda, Irene, Monir, Valeria).
  - Eliminato: Giuseppe.

### Quarta puntata
Data: giovedì 7 gennaio 2021

#### Episodio 7
Partecipanti: Alessandra, Antonio, Azzurra, Cristiano, Daiana, Eduard, Federica, Francesco A., Igor, Ilda, Irene, Irish, Jia Bi, Marco, Maxwell, Monir, Sedighe, Valeria.
- Mystery Box
  - Tema: gnocchi.
  - Ingredienti: sotto la Mistery Box i concorrenti trovano gli ingredienti per preparare a mano gli gnocchi. Possono inoltre prendere tutti gli ingredienti di cui hanno bisogno per comporre il piatto in dispensa.
  - Piatti migliori: Stufato alla pescatora del Maine (Maxwell), Un amore di gnocco (Daiana), Nonno Michele (Francesco A.)
  - Vincitrice: Daiana.

- Invention Test
  - Tema: le nuove proposte della cucina.
  - Ospiti: Solaika Marrocco e Stella Shi.
  - Proposte: prezzemolo, timo, farina di riso, retina di maiale, santana, cipolla, arancia, birra rossa, malto d'orzo liquido, luppolo, coratelle di agnello, critimi (chef Marrocco), cipollotto, scalogno, aglio, parmigiano, bulo, lampascioni, zenzero, burro acifidicato, vino cinese, uovo centenario (chef Shi). Daiana sceglie la cloche della chef Marrocco e ha il vantaggio di assegnare le due cloche ai suoi avversari e di combinare sei ingredienti da entrambe le parti per una terza cloche "killer". Daiana assegna la prima a Eduard, Irene, Jia Bi e Alessandra; la seconda a Cristiano, Sedighe, Maxwell, Ilda, Marco e Francesco A.; la terza a Irish, Azzurra, Federica, Valeria, Monir e Antonio.
  - Piatto migliore: Soffritto boomerang (Antonio).
  - Piatti peggiori: Un mondo senza di te (Sedighe), Scudo antiatomico (Irish), Survival (Ilda).
  - Eliminato: Irish. Sedighe va direttamente al terzo livello dello Skill Test.

#### Episodio 8
Partecipanti: Alessandra, Antonio, Azzurra, Cristiano, Daiana, Eduard, Federica, Francesco A., Igor, Ilda, Irene, Jia Bi, Marco, Maxwell, Monir, Sedighe, Valeria.
- Skill Test
  - Tema: la farina.
  - Prima prova: preparare un Yorkshire Pudding con salsa gravy (si salvano Alessandra, Jia Bi, Maxwell, Ilda, Igor, Monir e Azzurra).
  - Seconda prova: preparare una zuppa di cipolle alla francese (si salvano Daiana e Francesco A.).
  - Terza prova: preparare due piatti a base di crespelle, uno dolce e uno salato (si salvano Antonio, Marco, Irene, Federica e Cristiano,Valeria e Eduard).
  - Eliminata: Sedighe.

### Quinta puntata
Data: giovedì 14 gennaio 2021

#### Episodio 9
Partecipanti: Alessandra, Antonio, Azzurra, Cristiano, Daiana, Eduard, Federica, Francesco A., Igor, Ilda, Irene, Jia Bi, Marco, Maxwell, Monir, Valeria.
- Mystery Box
  - Tema: l'amore.
  - Ingredienti: anguilla, pepe, zafferano, cioccolato, fegato di vitello, cipolla rossa di Tropea, cicoria. I concorrenti devono usare tutti gli ingredienti più un ingrediente opzionato dai giudici che dovrà essere scelto al buio e utilizzato durante la prova: gambero di fiume (Barbieri), fragole (Cannavacciuolo), ostriche (Locatelli).
  - Piatti migliori: Un brodetto che innamora (Cristiano), Me, myself And I (Azzurra), A mamma (Monir).
  - Vincitore: Cristiano.

- Invention Test
  - Tema: la cucina calabrese.
  - Ospiti: Nino Rossi.
  - Proposte: tre piatti dello chef Rossi da replicare. Cristiano, vincitore della Mystery Box, ha il vantaggio di assegnare a ognuno dei concorrenti (compreso se stesso) uno dei tre piatti, di difficoltà graduale. Cristiano assegna Lingua con ricci di mare, mango, nduja e spuma di mandorle (bassa difficoltà) a Marco, Valeria, Ilda, Jia Bi e Maxwell, Lombo di capra, fungo porcino, nocciole fresche, salsa di prezzemolo e scampo crudo (media difficoltà) a Eduard, Azzurra, Federica, Irene e Monir, Gelatina di ponzu calabrese, gambero rosso, piparelli, emulsione di cozze, limone candito, finocchietto marino (alta difficoltà) a se stesso, Alessandra, Antonio, Daiana, Igor e Francesco A.
  - Piatto migliore: Eduard.
  - Piatti peggiori: Daiana, Alessandra.
  - Sconfitta: Alessandra, essendo stata la peggiore dell'Invention Test, va direttamente al Pressure Test senza affrontare la prova in esterna.

#### Episodio 10
Partecipanti: Antonio, Azzurra, Cristiano, Daiana, Eduard, Federica, Francesco A., Igor,  Irene, Jia Bi, Marco, Maxwell, Monir, Valeria.
- Prova in Esterna
  - Sede: Valeggio sul Mincio.
  - Ospiti: 30 abitanti del borgo.
  - Squadra blu: Eduard (caposquadra), Francesco A., Monir, Federica, Daiana, Jia Bi, Cristiano. Eduard ha avuto il vantaggio di scegliere il capobrigata avversario nella persona con cui ha legato meno, e i componenti scelgono a cascata i compagni di squadra (optando però per quelli con cui han legato di più). Ilda, che non viene scelta, non partecipa alla prova in esterna e va direttamente al Pressure Test.
  - Squadra rossa: Maxwell (caposquadra), Antonio, Azzurra, Igor, Irene, Marco, Valeria.
  - Piatti del menù: Antipasto a scelta, Nodi d'amore con burro e salvia, Zaletti con crema (entrambe le squadre).
  - Vincitori: squadra blu.
- Pressure Test
  - Sfidanti: Alessandra, Antonio, Azzurra, Igor, Ilda, Irene, Marco, Maxwell, Valeria.
  - Prova: disossare e sezionare un pollo intero nelle sue quattro parti (Petto, Coscia, Sovracoscia e alette) e assegnare un tipo di pastella (panko, pastella classica, panatura e tempura) in dieci minuti. Nei successivi trenta minuti friggere le parti del pollo con la pastella scelta (si salvano Azzurra, Igor, Irene, Marco, Maxwell, Valeria).
  - Vassoi peggiori: Ilda, Alessandra.
  - Eliminata: Alessandra.

### Sesta puntata
Data: giovedì 21 gennaio 2021

#### Episodio 11
Partecipanti: Antonio, Azzurra, Cristiano, Daiana, Eduard, Federica, Francesco A., Igor, Ilda, Irene, Jia Bi, Marco, Maxwell, Monir, Valeria.
- Mystery Box
  - Tema: gli ingredienti in via d'estinzione.
  - Ingredienti: Axridda di Escalaplano, ceci neri delle Murge, lupino gigante di Vairano, melassa di fico della valle del Crati, peperone di Polizzi, uva Saslà di Castello di Serravalle e Monteveglio, pomodoro canestrino di Lucca, cipolla paglina di Castrofilippo, farina di grano di solina del Gran Sasso, agnello sambucano della Valle Stura. I concorrenti dovranno utilizzare tutti e dieci gli ingredienti producendo il minor quantitativo di scarti.
  - Piatti migliori: Amore 'mbuttunato (Jia Bi), Convivio circolare (Federica), A casa mia si fa così (Irene).
  - Vincitore: Federica.

- Invention Test
  - Tema: la cucina americana del futuro.
  - Ospiti: Flynn McGarry.
  - Proposte: Ricci di mare con purè di carote e caffè; Filetto alla Wellington di barbabietola; Tortellini di cavolo rapa; Federica assegna il primo a sé stessa, a Daiana, Jia Bi, Marco e Monir. Il secondo a Irene, a Igor, Ilda, Edward e Cristiano. Il terzo a Maxwell, Valeria, Antonio, Azzurra e Francesco A. Federica ha inoltre la possibilità di togliere un attrezzo fondamentale per la realizzazione del piatto a uno degli avversari (le forbici per il riccio, il cannello per il filetto, la mandolina per il cavolo rapa). Sceglie di privare Francesco A. della mandolina.
  - Piatto migliore: Irene.
  - Piatti peggiori: Marco, Federica, Ilda.
  - Eliminato: Marco.

#### Episodio 12
Partecipanti: Antonio, Azzurra, Cristiano, Daiana, Eduard, Federica, Francesco A., Igor, Ilda, Irene, Jia Bi, Maxwell, Monir, Valeria.
- Prova in Esterna
  - Sede: Robecco sul Naviglio, Azienda Agricola Salvaraja
  - Ospiti: 15 bambini allievi dei laboratori didattici della Cascina.
  - Squadra blu: Francesco A. (Caposquadra), Maxwell, Valeria, Jia Bi, Eduard, Ilda, Daiana
  - Squadra rossa: Irene (Caposquadra), Cristiano, Azzurra, Igor, Antonio, Monir, Federica
  - Piatti del menù: Fagottino di verdure con besciamella al basilico, Bonbon di pollo con maionese vegana allo zenzero e chips di verdure, Tortino al cioccolato con salsa ai frutti di bosco e panna (squadra rossa), Guazzetto di mare con fregola e corallo di seppia, Flan di zucca con fonduta di grana e insalata russa, Tortino di carote e noci con ricotta alla cannella (squadra blu). Irene ha potuto scegliere quale dei due menù cucinare.
  - Vincitori: squadra rossa.
- Pressure Test
  - Sfidanti: Francesco A., Daiana, Eduard, Ilda, Jia Bi, Maxwell, Valeria
  - Prova: realizzare un piatto gourmet con gli ingredienti di una pasta in bianco (si salvano Francesco A., Eduard, Ilda, Jia Bi, Maxwell, Valeria).
  - Eliminata: Daiana.

### Settima puntata
Data: giovedì 28 gennaio 2021

#### Episodio 13
Partecipanti: Antonio, Azzurra, Cristiano, Eduard, Federica, Francesco A., Igor, Ilda, Irene, Jia Bi, Maxwell, Monir, Valeria. 
- Mystery Box
  - Tema: la pancetta. I concorrenti possono scegliere un compagno e decidere se dovrà preparare un piatto dolce o salato.
  - Piatti migliori: Abbattiamo un altro muro (Cristiano), Pancetta ribelle (Antonio), Tortino vesuviano (Maxwell).
  - Vincitore: Antonio.

- Invention Test
  - Tema: l'alta cucina.
  - Ospiti: Karime Lopez (sous chef del ristorante Gucci Osteria).
  - Proposte: Tostada di mais viola, palamita marinata, crema di avocado, maionese di chipotle, polvere di ibisco e coriandolo (livello basso), Razza con crema di carota arrostita, taccole, salsa di aglio e prezzemolo (livello medio), Quaglia ripiena con cervello di vitello e lonza, coscette bonbon, salsa di demi-glace e insalatina di erbe (livello alto). Antonio assegna la prima proposta a Valeria, Ilda, Igor e Aquila, la seconda a Jia Bi, Monir, Azzurra e Maxwell, la terza a se stesso, Federica, Cristiano, Irene ed Eduard.
  - Piatto migliore: Antonio.
  - Piatti peggiori: Ilda, Igor.
  - Eliminata: Ilda.

#### Episodio 14
Partecipanti: Antonio, Azzurra, Cristiano, Eduard, Federica, Francesco A., Igor, Irene, Jia Bi, Maxwell, Monir, Valeria. (Antonio si salva direttamente dopo aver vinto l'Invention Test).
- Skill Test
  - Ospiti: Iginio Massari.
  - Tema: gli involucri.
  - Prima prova: preparare una sfera di cioccolato contenente tiramisù (si salva Maxwell).
  - Seconda prova: preparare del pollo cotto in vescica di maiale (si salvano Azzurra, Eduard, Federica, Irene e Monir).
  - Terza prova: preparare un collo di gallina ripieno (si salvano Francesco A., Jia Bi, e Valeria).
  - Concorrenti peggiori: Cristiano, Igor.
  - Eliminato: Igor.

### Ottava puntata
Data: giovedì 4 febbraio 2021

#### Episodio 15
Partecipanti: Antonio, Azzurra, Cristiano, Eduard, Federica, Francesco A., Irene, Jia Bi, Maxwell, Monir, Valeria. 
- Mystery Box
  - Tema: gli elementi. I concorrenti devono scegliere tra una scatola scoperta simboleggiante l'acqua e una coperta simboleggiante l'aria.
  - Ingredienti della Mystery Acqua: bottarga di muggine, fegato di rana pescatrice, kigi, lattuga di mare, lattume di tonno, canocchie, percebes, scorfano, umi-budo, uova di seppia.
  - Ingredienti della Mystery Aria: aghi di pino, carrube, castagne con riccio, colombaccio, farina olmo rosso, foglie di moringa, kaki, rambutan, rigaglie di volatile, uova di anatra.
  - Piatti migliori: Due anatre (Maxwell), Gli opposti si attraggono (Eduard), Colombaccio curioso (Francesco A.).
  - Vincitore: Francesco A.

- Invention Test
  - Tema: la terra e la sperimentazione culinaria.
  - Ospite: Terry Giacomello.
  - Proposte: tre piatti avanguardisti dello chef Giacomello. I concorrenti devono creare un piatto con tutti gli ingredienti del piatto assegnato da Aquila.
  - Piatto migliore: Isole (Jia Bi).
  - Piatti peggiori: Insalata marziana (Azzurra), Il mio bosco confortevole (Valeria), Punto e a capo (Cristiano).
  - Eliminata: Valeria.

#### Episodio 16
Partecipanti: Antonio, Azzurra, Cristiano, Eduard, Federica, Francesco A., Irene, Jia Bi, Maxwell, Monir.
- Prova in esterna
  - Sede: Lago d'Iseo.
  - Ospiti: 20 pescatori del lago d'Iseo.
  - Squadra blu: Monir (caposquadra), Cristiano, Francesco A., Federica, Irene.
  - Squadra rossa: Jia Bi (caposquadra), Antonio, Azzurra, Eduard, Maxwell. Jia Bi ha il vantaggio di assegnare alla sua squadra e a quella avversaria i piatti da preparare.
  - Piatti del menù: Filetto di sardina essiccata in foglia di verza con cremoso di patate affumicate, riduzione di melograno e crumble di farina di castagne (squadra blu), Filetto di sardina con verdure agrodolce, lingua di gatto al ginepro e crema di ricotta di capra (squadra rossa), Primo piatto a scelta, Sardina essiccata alla brace con polenta rivisitata (entrambe le squadre).
  - Vincitori: Squadra rossa
- Pressure Test:
  - Sfidanti: Francesco A., Irene, Federica, Cristiano (i concorrenti decidono di salvare Monir).
  - Prova: indovinare il nome di 13 pezzi di carne in 3 minuti, finiti i minuti, il concorrente della coppia che ha indovinato più pezzi di carne, potrà scegliere con quale tipo di carne indovinata farà cucinare l'altro. Federica sceglie per sé la lombata di agnello e per Irene la milza, Aquila assegna a sé le costine di agnello e a Cristiano la milza (si salvano Aquila, Federica e Irene).
  - Eliminato: Cristiano

### Nona puntata
Data: giovedì 11 febbraio 2021

#### Episodio 17
Partecipanti: Antonio, Azzurra, Eduard, Federica, Francesco A., Irene, Jia Bi, Maxwell, Monir. 
- Mystery Box
  - Tema: Frutti esotici
  - Ingredienti: Frutto del drago, Jackfruit, Kiwano, Mangostano, Sapodilla, Zapote, Feijoa, Guanàbana. I concorrenti devono utilizzare un frutto a scelta e usare obbligatoriamente il Longan, portato da Jeremy Chan.
  - Piatti migliori: Feijoia che joia! (Federica) Dalla Cina con furore (Antonio) Raw (Azzurra).
  - Vincitore: Azzurra

- Invention Test
  - Tema: Prova a staffetta. Azzurra, come vincitrice della Mystery Box, ha la possibilità di comporre le coppie. Le coppie formate da lei sono: Antonio-Monir, Francesco A-Irene, Eduard-Maxwell, Jia Bi-Federica. Inoltre può scegliere di salvare un concorrente dall'Invention test, e sceglie se stessa. Infine, deve mantenere una busta che non può aprire fino alla fine degli assaggi.
  - Ospite: Jeremy Chan
  - Proposte: Seppia alla carbonara. I concorrenti dovranno rivisitare con un tocco personale il piatto di Jeremy Chan.
  - Piatto migliore: Abbraccio - Yongbao (Jia Bi-Federica).
  - Piatto peggiore: Dal mare al Colosseo (Eduard-Maxwell).
  - Eliminato: Nessuno. Nella busta data precedentemente ad Azzurra, c'era scritto che l'invention test non aveva l'eliminazione.
  - Sconfitto: Maxwell, in quanto non scelto dalle squadre per la prova in esterna.

#### Episodio 18
Partecipanti:
- Prova in Esterna
  - Sede: Milano
  - Ospiti: 4 fotografi gastronomici e 10 critici gastronomici
  - Squadra blu: Federica (caposquadra), Antonio, Azzurra, Irene
  - Squadra rossa: Jia Bi (caposquadra), Monir, Francesco A., Eduard.
  - Piatti del menù: 4 portate di un brunch a scelta delle squadre.
  - Vincitori: Squadra blu.
- Pressure Test
  - Sfidanti: Francesco A, Jia Bi, Monir, Eduard, Maxwell.
  - Prova: Cucinare un piatto con 3 ingredienti. In principio questi erano 5, ogni concorrente ha potuto rubarne due a sua scelta da un altro concorrente (si salvano Francesco A., Jia Bi, Monir e Eduard).
  - Eliminato: Maxwell.

### Decima puntata
Data: giovedì 18 febbraio 2021

#### Episodio 19
Partecipanti: Antonio, Azzurra, Eduard, Federica, Francesco A., Irene, Jia Bi, Monir. 
- Mystery Box
  - Tema: Metodi di cottura
  - Ingredienti: Sotto alle Mystery Box, al posto degli ingredienti, ci sono dei cartellini che riportano metodi di cottura.
  - Piatti migliori: Sbagliando si impara (Antonio), Istinto (Azzurra), Anatra esploratice (Eduard)
  - Vincitore: Eduard

- Invention Test
  - Tema: il panettone. La prova consiste nel valorizzarlo con un ulteriore dolce.
  - Ospite: Andrea Tortora
  - Proposte: Panettone all'azoto liquido, Panettone caramellizzato in padella. Eduard ha il vantaggio di poter scegliere la tecnica da utilizzare per sé e per tutti gli altri. Assegna la prima a Francesco A., Jia Bi e Monir, la seconda a sé stesso, Antonio, Azzurra, Federica e Irene.
  - Piatto migliore: Unstoppable (Monir)
  - Piatti peggiori: Dopolavoro (Eduard), Alba del bosco (Jia Bi)
  - Eliminata: Jia Bi.

#### Episodio 20
Partecipanti: Antonio, Azzurra, Eduard, Federica, Francesco A., Irene, Monir.
- Skill test:
  - Tema: cucina italiana. Monir ha ottenuto la possibilità di iniziare la prova 5 minuti prima di tutti gli altri. Inoltre può sottrarre 5 minuti di tempo a un avversario, e sceglie Azzurra.
  - Prima prova: Preparare una mozzarella ripiena (si salvano Francesco A, Irene e Azzurra)
  - Seconda prova: Preparare un piatto con la pasta modellabile (si salvano Monir e Antonio)
  - Terza prova: Preparare un piatto con il miso di pomodoro (si salva Federica)
  - Eliminato: Eduard

### Undicesima puntata
Data: giovedì 25 febbraio 2021

#### Episodio 21
Partecipanti: Antonio, Azzurra, Federica, Francesco A., Irene, Monir. 
- Mystery Box
  - Tema: La famiglia.
  - Ingredienti:  I concorrenti non ricevono indicazioni su quali ingredienti preparare, ma devono invece rappresentare la propria famiglia in un piatto.
  - Piatti migliori: Irene e papà (Irene), A voi (Azzurra), Venerdì (Monir)
  - Vincitore: Irene

- Invention Test
  - Tema: il futuro della cucina internazionale.
  - Ospite: Riccardo Canella.
  - Proposte: Irene ha il vantaggio di scoprire per prima i 12 ingredienti portati dall'ospite e di assegnare due ingredienti a testa ad ognuno dei suoi avversari: formiche e garum di manzo ad Antonio; garum di ostriche e tamari di peperone rosso a Federica; olio di coniglio e garum di calamaro ad Azzurra; garum di ali di pollo arrostite, aghi, olio d’abete e pigne candite a Monir; sale d'alga kelp e koji d’orzo ad Aquila; olio di legno di ribes nero e olio di rosa a sé stessa.
  - Piatto migliore: Le radici del futuro (Irene).
  - Piatti peggiori: Uno sguardo al futuro (Antonio), Tamari tamari (Federica).
  - Eliminata: Federica

#### Episodio 22
Partecipanti: Azzurra, Francesco A., Irene, Monir. Antonio
- Prova in Esterna
  - Sede: Milano, Mudec, Ristorante Enrico Bartolini.
  - Ospite: Enrico Bartolini
  - Piatti del menù: Manzo crudo in aspic contemporaneo (Monir), Risotto alle rape rosse con salsa al gorgonzola "Evoluzione" (Antonio), Bottoni di olio e lime con salsa caciucco e polpo (Azzurra), Filetto di vacca podolica in osso (Francesco A.), Zabaione con pistacchio di bronte e albero di arance amare (Irene).
  - Vincitrice: Irene
- Pressure Test
  - Sfidanti: Antonio, Azzurra, Monir, Francesco A.
  - Prova: Gli aspiranti chef hanno un totale di 12 ingredienti, ma la prova si divide in 3 step dove ad ogni step si salverà il piatto migliore. Ad ogni step gli aspiranti chef selezioneranno solo 4 ingredienti con cui cucinare a loro piacimento.
  - Primo step: si salva Antonio.
  - Secondo step: si salva Francesco A.
  - Terzo step: si salva Monir.
  - Eliminata: Azzurra.

### Dodicesima puntata (Sfida Finale)
Data: giovedì 4 marzo 2021

#### Episodio 23 (Semifinale)
Partecipanti: Antonio, Irene, Monir, Francesco Aquila.
Skill test: (a livelli)
- Tema: Gli aspiranti chef dovranno aggiudicarsi in uno skill test a livelli, la giacca per l'accesso alla finale, ad ogni livello verrà deciso il piatto che verrà cucinato al momento dagli chef e i concorrenti dovranno sia guardare ogni passo e sia replicarlo simultaneamente nel loro piatto, senza poter far trascorrere molto tempo.
- Primo livello: I concorrenti dovranno seguire e replicare il piatto, che tutti e tre gli chef stanno cucinando al momento dividendosi i vari procedimenti della preparazione. Comincia Chef Antonino Cannavacciuolo che parte con la salsa e, dopo alcuni passaggi, sopraggiunge Chef Bruno Barbieri, che si occupa del contorno della portata e, infine, Chef Giorgio Locatelli cucina l’elemento principale: la sogliola.  Irene conquista la giacca.
- Secondo livello: Gli aspiranti chef dovranno seguire e replicare il piatto di uno Chef che vanta ben sette Stelle Michelin: Enrico Cerea. Le regole sono uguali a quelle del primo step, Chef Chicco Cerea cucina il suo piatto Merluzzo Alaska con maionese alle erbe e Cuore di lattuga alla ‘Nduja e gli aspiranti chef devono stare al passo. A un certo punto della preparazione, si solleva un muro che separa lo Chef ospite dagli aspiranti chef, quindi questi ultimi devono concludere il piatto seguendo il loro istinto, senza poter vedere gli ultimi passaggi ma potendoli solo sentire a voce.  Aquila conquista la giacca.
- Terzo livello (sfida per l'eliminazione): I due aspiranti chef rimasti, devono replicare un piatto dello Chef numero uno al mondo nella classifica The World's 50 Best Restaurants: Mauro Colagreco, tre Stelle Michelin. Monir deve cucinare la rosa di pesce agli agrumi con brodo agli agrumi, mentre Antonio, deve cucinare Dark Side of the moon: un piatto nero che nasconde un pesce San Pietro.  Antonio conquista la giacca.

- Eliminato: Monir

#### Episodio 24 (Finale)
Partecipanti: Antonio, Irene, Francesco A. 
- Ristorante di MasterChef
  - Menù degustazione My Way - La mia strada dall'infanzia ad oggi di Aquila: Tavola pronta, La Nina la Pinta e la Santa Maria, Finestra sul sogno n’capriata di Wagyu, Scarcedda n’uovo.
  - Menù degustazione Il viaggio dentro di me di Antonio: My Dark Side, La domenica in Irpinia di un novarese, Dedicato al piccioncino di nonna Emma, La mia torta co' bischeri.
  - Menù degustazione Menù Fuori di testa di Irene: Cosce di Pecora, Crudo 100%, Tripudio, Pampapato.

- Vincitore della decima edizione di MasterChef Italia: Francesco Aquila.

## Ascolti
| Puntata    | Episodio | Sky Uno          | Sky Uno        | Sky Uno | Fonte  |
| Puntata    | Episodio | Messa in onda    | Telespettatori | Share   | Fonte  |
| ---------- | -------- | ---------------- | -------------- | ------- | ------ |
| 1- Provini | 1        | 17 dicembre 2020 | 1 000 000      | 3,80%   | [ 3 ]  |
| 1- Provini | 2        | 17 dicembre 2020 | 887 000        | 4,60%   | [ 3 ]  |
| 2          | 3 e 4    | 24 dicembre 2020 | 780 000        | 2,55%   | [ 4 ]  |
| 3          | 5        | 31 dicembre 2020 | 611 000        | 1,80%   | [ 5 ]  |
| 3          | 6        | 31 dicembre 2020 | 563 000        | 1,80%   | [ 5 ]  |
| 4          | 7        | 7 gennaio 2021   | 973 000        | 3,51%   | [ 6 ]  |
| 4          | 8        | 7 gennaio 2021   | 941 000        | 4,00%   | [ 6 ]  |
| 5          | 9        | 14 gennaio 2021  | 1 025 000      | 3,70%   | [ 7 ]  |
| 5          | 10       | 14 gennaio 2021  | 1 018 000      | 4,50%   | [ 7 ]  |
| 6          | 11       | 21 gennaio 2021  | 990 000        | 3,60%   | [ 8 ]  |
| 6          | 12       | 21 gennaio 2021  | 961 000        | 4,30%   | [ 8 ]  |
| 7          | 13       | 28 gennaio 2021  | 1 016 000      | 3,80%   | [ 9 ]  |
| 7          | 14       | 28 gennaio 2021  | 945 000        | 4,30%   | [ 9 ]  |
| 8          | 15       | 4 febbraio 2021  | 989 000        | 3,70%   | [ 10 ] |
| 8          | 16       | 4 febbraio 2021  | 951 000        | 4,50%   | [ 10 ] |
| 9          | 17       | 11 febbraio 2021 | 968 000        | 3,60%   | [ 11 ] |
| 9          | 18       | 11 febbraio 2021 | 951 000        | 4,20%   | [ 11 ] |
| 10         | 19       | 18 febbraio 2021 | 965 000        | 3,50%   | [ 12 ] |
| 10         | 20       | 18 febbraio 2021 | 931 000        | 4,40%   | [ 12 ] |
| Semifinale | 21       | 25 febbraio 2021 | 923 000        | 3,40%   | [ 13 ] |
| Semifinale | 22       | 25 febbraio 2021 | 870 000        | 4,30%   | [ 13 ] |
| Finale     | 23       | 4 marzo 2021     | 976 000        | 3,40%   | [ 14 ] |
| Finale     | 24       | 4 marzo 2021     | 964 000        | 4,43%   | [ 14 ] |
| Media      | Media    | Media            | 922 000        | 3,73%   |        |